# Urepione valloma
Urepione valloma är en fjärilsart som beskrevs av William Schaus 1901. Urepione valloma ingår i släktet Urepione och familjen mätare. Inga underarter finns listade i Catalogue of Life.